# Roodbaardjufferduif
De roodbaardjufferduif (Ptilinopus mercierii) is een uitgestorven vogel uit de familie Columbidae (duiven). 

## Verspreiding en leefgebied
Deze soort was endemisch op de Marquesaseilanden, een eilandengroep in de Grote Oceaan en maken deel uit van Frans-Polynesië. De soort telde twee ondersoorten:
- P. m. mercierii: noordelijke Marquesaseilanden.
- P. m. tristrami: zuidelijke Marquesaseilanden.